# Klütturm
Der Klütturm ist ein denkmalgeschützter Aussichtsturm auf dem 258 m ü. NN hohen Berg Klüt westlich von Hameln. Der Turm trägt offiziell den Namen Georgenturm, da er 1843 durch den in Hameln tätigen Bauingenieur Adolf Buchholz aus Steinmaterial des 1808 geschleiften Fort George der Befestigungsanlagen auf dem Klüt errichtet wurde. 1887 wurde er auf 23 Meter erhöht. Die Aussichtsplattform des Klütturms ist über 99 Stufen erreichbar. Vom Turm bietet sich ein Blick auf die Altstadt von Hameln mit der Weser und auf das mittlere Weserbergland.